# Paduroso
Paduroso is een bestuurslaag in het regentschap Purworejo van de provincie Midden-Java, Indonesië. Paduroso telt 1008 inwoners (volkstelling 2010).